# Daytime Emmy Awards 1987
La cerimonia della 14ª edizione dei Daytime Emmy Awards (14th Daytime Emmy Awards) si è tenuta il 30 giugno 1987 e ha premiato i migliori programmi e personaggi televisivi del 1986.

## Daytime Emmy Awards

### Migliore serie drammatica
- Così gira il mondo (As the World Turns)
- Febbre d'amore (The Young and the Restless)
- Santa Barbara
- La valle dei pini (All My Children)

### Migliore attore in una serie drammatica
- Larry Bryggman (John Dixon) – Così gira il mondo
- Eric Braeden (Victor Newman) – Febbre d'amore
- Scott Bryce (Craig Montgomery) – Così gira il mondo
- Terry Lester (Jack Abbott) – Febbre d'amore
- A Martinez (Cruz Castillo) – Santa Barbara

### Migliore attrice in una serie drammatica
- Kim Zimmer (Reva Shayne) – Sentieri (Guiding Light)
- Elizabeth Hubbard (Lucinda Walsh) – Così gira il mondo
- Susan Lucci (Erica Kane) – La valle dei pini
- Frances Reid (Alice Grayson Horton) – Il tempo della nostra vita (Days of Our Lives)
- Marcy Walker (Eden Capwell) – Santa Barbara

### Migliore attore non protagonista in una serie drammatica
- Gregg Marx (Tom Hughes) – Così gira il mondo
- Anthony D. Call (Herb Callison) – Una vita da vivere (One Life to Live)
- Justin Deas (Keith Timmons) – Santa Barbara
- Richard Eden (Brick Wallace) – Santa Barbara
- Al Freeman Jr. (Capt. Ed Hall) – Una vita da vivere

### Migliore attrice non protagonista in una serie drammatica
- Kathleen Noone (Ellen Tucker) – La valle dei pini
- Lisa Brown (Iva Snyder) – Così gira il mondo
- Robin Mattson (Gina Lockridge) – Santa Barbara
- Peggy McCay (Caroline Brady) – Il tempo della nostra vita
- Kathleen Widdoes (Emma Snyder) – Così gira il mondo

### Migliore attore giovane in una serie drammatica
- Michael E. Knight (Tad Martin) – La valle dei pini
- Brian Bloom (Dusty Donovan) – Così gira il mondo
- Jon Hensley (Holden Snyder) – Così gira il mondo
- Grant Show (Rick Hyde) – I Ryan
- Billy Warlock (Frankie Brady) – Il tempo della nostra vita

### Outstanding Ingenue in a Drama Series
- Martha Byrne (Lily Walsh Snyder) – Così gira il mondo
- Tracey E. Bregman (Lauren Fenmore) – Febbre d'amore
- Jane Krakowski (Rebecca 'T.R.' Kendall) – Aspettando il domani (Search for Tomorrow)
- Krista Tesreau (Mindy Lewis) – Sentieri
- Robin Wright Penn (Kelly Capwell Perkins) – Santa Barbara

### Migliore attore o attrice ospite in una serie drammatica
- John Wesley Shipp (Martin Ellis) – Santa Barbara
- Pamela Blair (Maida Andrews) – La valle dei pini
- Eileen Heckart (Ruth Perkins) – Una vita da vivere
- Celeste Holm (Isabelle Alden) – Quando si ama (Loving)
- Terrence Mann – Così gira il mondo

### Migliore team di registi di una serie drammatica
- Febbre d'amore – Frank Pacelli, Rudy Vejar, Betty Rothenberg, Randy Robbins
- Così gira il mondo – Paul Lammers, Bob Schwarz, Maria Wagner, Joel Aronowitz, Michael Kerner
- Il tempo della nostra vita – Joseph Behar, Susan Orlikoff Simon, Herb Stein, Stephen Wyman, Becky Greenlaw, Gay Linvill, Sheryl Harmon
- La valle dei pini – Jack Coffey, Sherrell Hoffman, Francesca James, Henry Kaplan, Jean Dadario-Burke, Barbara M. Simmons, Shirley Simmons

### Migliore team di sceneggiatori di una serie drammatica
- Una vita da vivere –  Peggy O'Shea, S. Michael Schnessel, Craig Carlson, Lanie Bertram, Ethel Brez, Mel Brez, Lloyd 'Lucky' Gold
- Febbre d'amore – William J. Bell, Kay Alden, John F. Smith, Sally Sussman Morina, Eric Freiwald, Enid Powell
- Il tempo della nostra vita – Leah Laiman, Sheri Anderson, Thom Racina, Anne Schoettle, Dena Breshears, Richard J. Allen, M.M. Shelly Moore, Penina Spiegel